# Anne-Sofie Ernstrøm
Anne-Sofie Ernstrøm (født 7. december 1992 i Ikast) er en dansk tidligere håndboldspiller, der spillede for Aarhus United og Skive fH. Hun kom til klubben i 2015.
Hun har op til flere U-landskampe på CV'et. Hun var med til at vinde U-18 OL i 2010.
Hun startede med at spille håndbold som 10-årig i Ikast FS.